# NGC 7499
NGC 7499 је лентикуларна галаксија у сазвежђу Рибе која се налази на NGC листи објеката дубоког неба.
Деклинација објекта је + 7° 34' 52" а ректасцензија 23h 10m 22,3s. Привидна величина (магнитуда) објекта NGC 7499 износи 13,0 а фотографска магнитуда 14,0. NGC 7499 је још познат и под ознакама UGC 12397, MCG 1-59-5, CGCG 406-7, NPM1G +07.0508, PGC 70608.